# Kleinblütiger Steinklee

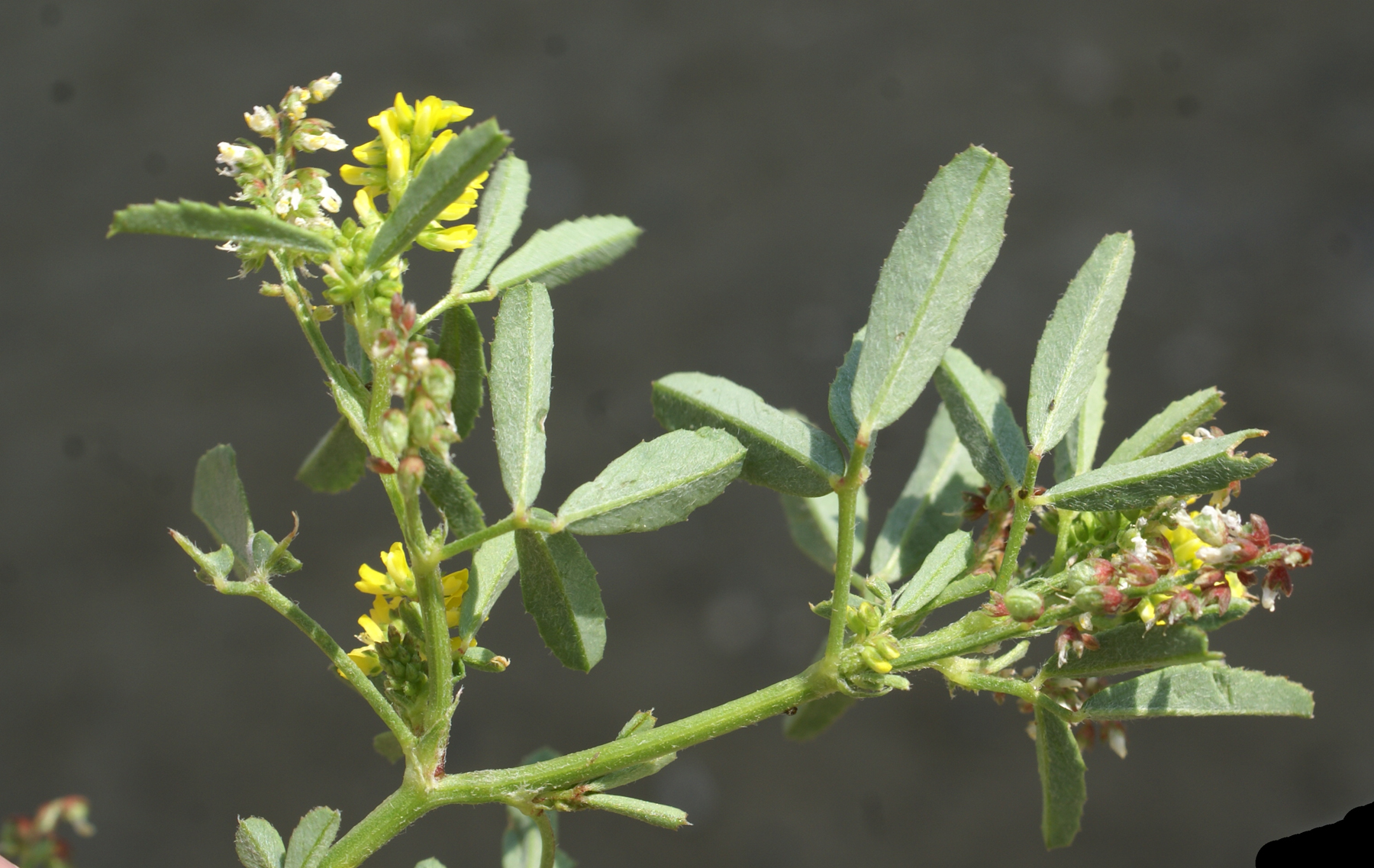
Kleinblütiger Steinklee

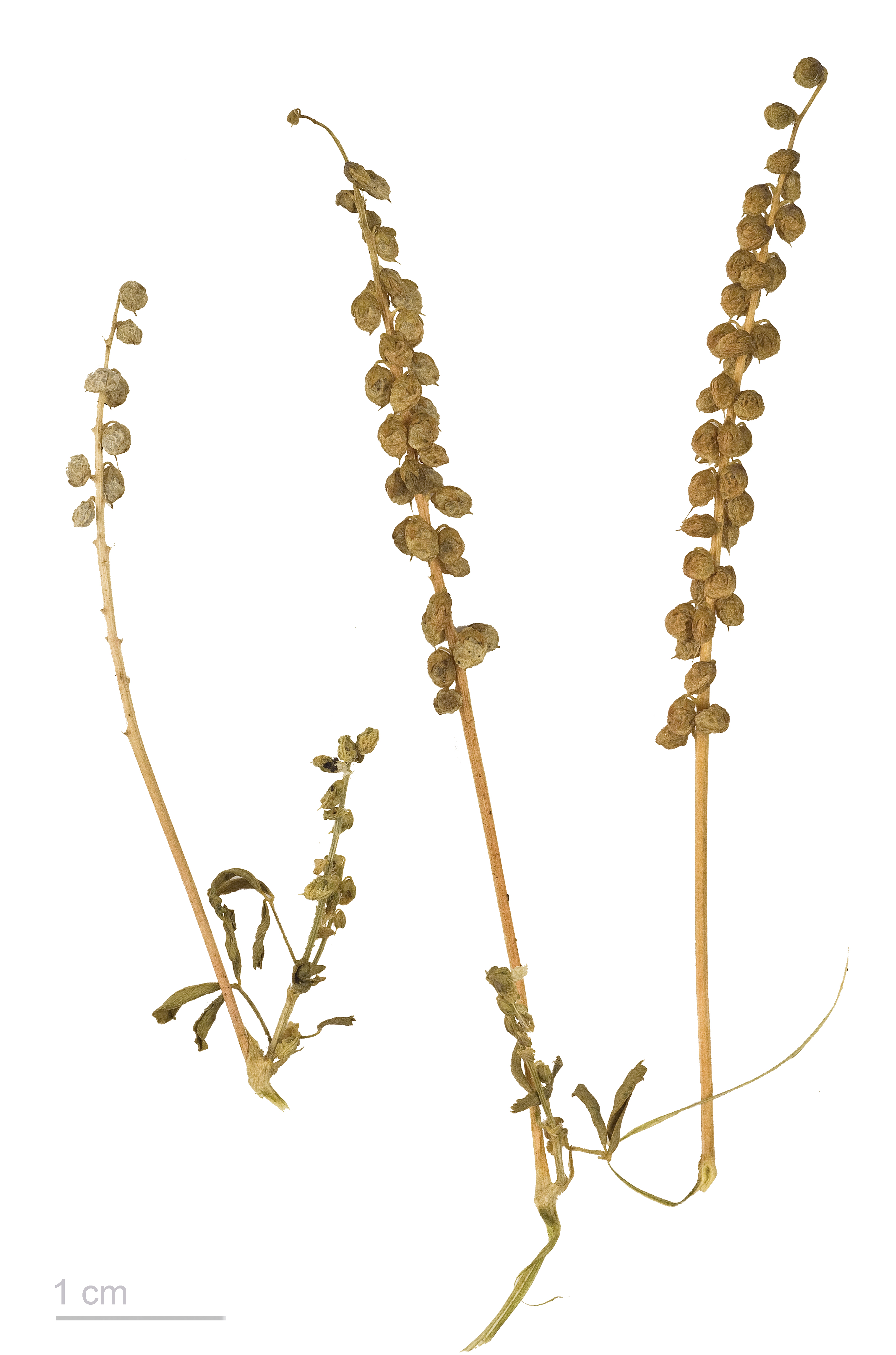
Melilotus indicus, fruchtend

Der Kleinblütige Steinklee (Melilotus indicus) ist ein in Mitteleuropa gebietsweise eingebürgerter Neophyt. Er gehört zu den Schmetterlingsblütlern (Faboideae) der Gattung Steinklee (Melilotus).

## Beschreibung
Der Kleinblütige Steinklee ist eine einjährige, krautige Pflanze, die einen meist 15 bis 50 cm hoch wachsenden, verzweigten Stängel entwickelt. Die Laubblättchen sind meist verkehrt-eiförmig bis länglich-keilförmig und besitzen sechs bis neun Paar Seitennerven. Die Nebenblätter sind aus gezähntem Grund pfriemlich geformt.
Die dichtblütige Blütentraube wirkt gedrungen und verlängert sich erst zuletzt. Die anfangs sattgelbe Krone ist etwa 2 bis 3 mm lang und verbleicht mit dem Alter. Die Flügel sind kürzer als die Fahne und in etwa so lang wie das Schiffchen. Die kahle Hülse ist fast kugelig geformt und sehr stumpf. Sie ist netzig-runzelig und gelb oder rötlich gefärbt.
Der Kleinblütige Steinklee blüht vorwiegend in den Monaten Juni und Juli.
Die Chromosomenzahl beträgt 2n = 16.

## Vorkommen und Verbreitung
Die Art wächst an Wegrändern, auf Äckern, Schutt- und anderen ruderalen Plätzen. Sie bevorzugt mäßig trockene, nährstoffreiche Sand-, Lehm- und Tonböden. Sie ist etwas salzliebend. Die Heimat des Kleinblütigen Steinklees ist das Mittelmeergebiet und Vorderindien. In Europa kommt er ursprünglich vor in den Ländern Portugal, Spanien, Frankreich, Belgien, Italien, im früheren Jugoslawien, Albanien, Bulgarien, Griechenland und in der Türkei. Durch Verschleppung und Einbürgerung ist die Art auf fast allen Kontinenten vertreten. In Mitteleuropa gedeiht sie in Gesellschaften des Verbands Agropyro-Rumicion und auch der Klasse Isoeto-Nanojuncetea.
In Deutschland, Österreich und der Schweiz findet man Melilotus indicus selten und im ganzen Gebiet meist unbeständig.
Die ökologischen Zeigerwerte nach Landolt et al. 2010 sind in der Schweiz: Feuchtezahl F = 1+ (trocken), Lichtzahl L = 4 (hell), Reaktionszahl R = 3 (schwach sauer bis neutral), Temperaturzahl T = 5 (sehr warm-kollin), Nährstoffzahl N = 3 (mäßig nährstoffarm bis mäßig nährstoffreich), Kontinentalitätszahl K = 3 (subozeanisch bis subkontinental), Salztoleranz 1 = tolerant.

## Taxonomie
Der Kleinblütige Steinklee wurde 1753 von Carl von Linné in Species Plantarum Band 2, Seite 765 als Trifolium indicum erstbeschrieben. Die Art wurde 1785 von Carlo Allioni in Flora Pedemontana sive Enumeratio Methodica Stirpium Indigenarum Pedemontii Band 1, Seite 308 als Melilotus indicus (L.) All. in die Gattung Melilotus gestellt. Ein Synonym ist Melilotus parviflorus Desf.